# Grethe Agatz
Grethe Agatz (født 1913, død 2004) var en dansk musikpædagog og komponist fra Frederiksberg, kendt for numrene "Rydde op sang" og "Tigerdans", m. fl. Grethe Agatz' arbejde med musikpædagogik, og gjorde sig bemærket som jazzpioner og -underviser, og som ansvarlig for børnearrangementet under Copenhagen Jazz Festival, som ad flere gange afholdtes i Kongens have, København. Hendes samarbejde med musikeren Frans Bak resulterede i CD'erne "Kom og dans en tigerdans" i 1999 og "Flyve, flyve, flyve", der udkom i 2003. Grethe Agatz modtog i 2002 musiker- og komponistforbundet DJBFA's nyindstiftede ærespris.
Agatz var én af de første musikpædagoger til at eksperimentere med - og gøre op med - samtidens musiktradition i danske børneinstitutioner. 1940'ernes musikundervisning for børn var præget af kanonisk undervisning, i form af salmesang og udenadslære. Ud af interessen for mere moderne lyd og rytmer som de der findes i jazz, latin og calypso, og en observant undren over børnehavebørns egne spontane sanglege, skabte Agatz et nyt musikalsk univers for børn. Det blev til en musikpædagogik i øjenhøjde, som gjorde børnene til medaktører og medmusikere, som skaber musikken i samspil med de voksne.
Grethe Agatz' tilgang til børns musikalske oplevelse og indlæring har været et vigtig grundsten til den videre udvikling af musikpædagogikken i Danmark. En musikpædagogik som meget vel kan have influeret nyere aktører i den danske børnemusiktradition, som eksempelvis Jan Rørdam (Bamses billedbog, Alberte Windings udgivelser, m. fl.), Poul Kjøller (Kaj og Andrea) og Lotte Kærså (Lotte Kærså og græsrødderne, med sønnerne Rasmus Kærså, Morten Kærså og Mads Kærså).

## Diskografi
Udgivelser:
LP/CD:
- "Kom og dans en tigerdans", 1999
- "Flyve, flyve, flyve", 2003
- "Rhytmic Songs - Rhytmic Games", 2005
- "Grethes sangbog", 2014

EP/Single:
Mest kendte sange af Grethe Agatz:
- "Rydde op sang"
- "Ekkoleg"
- "Hoppesang"
- "Tigerdans"
- Kastanjen"